# Sphaerocoryne affinis
Cây chùm đuông hay Cây cơm nguội (danh pháp khoa học: Sphaerocoryne affinis) là loài thực vật có hoa thuộc họ Na, được Johannes Elias Teijsmann & Simon Binnendijk mô tả khoa học lần đầu tiên năm 1864 dưới danh pháp Polyalthia affinis. Năm 1917 Henry Nicholas Ridley chuyển nó sang chi Sphaerocoryne.

## Phân bố
Loài này có tại Borneo, Campuchia, Java, bán đảo Mã Lai, Philippines, Thái Lan và Việt Nam.
Tại Campuchia nó được gọi là rumdul và coi là quốc hoa.